# 王玉立
王玉立（1941年—2017年10月29日），中國一級演员。毕业于中央戏剧学院表演系。曾参演过二十多部舞台剧目，曾为多部影视剧、译制片配音，至今已上千部。2017年病逝。

### 职务
- 北京语言学会朗诵研究会理事
- 中国戏剧家协会会员

## 作品

### 演员
- 《西游记》（1982）—— 閻王
- 《镜花缘》——阎王
- 《地下战线》——邓宝珊

### 配音

#### 电视剧
- 《西游记》（1982）——阎王（刘江饰）、刘伯钦（徐川饰）、黄袍怪（曹铎饰）、十八公（野冰饰）、普贤菩萨（郭威饰）、黄风怪（郭家庆饰）、银角大王（郭寿阳饰）、迦叶（李建成饰）、二郎神（林志谦饰）、托塔天王（本人饰）、如来（朱龙广饰）、猪八戒（后半部分，马德华饰）、观音化身（郭家庆饰）
- 《八仙过海》——汉钟离
- 《水浒传》——林冲
- 《死亡档案》（东德）
- 《黑名单上的人》

#### 电影
- 《大决战》——卫立煌

#### 动画片
- 《堂吉诃德》——堂吉诃德